# Ивановская городская дума
Ивановская городская дума - орган - это представительный орган местного самоуправления города . Депутаты избираются по смешанной системе сроком 5 лет. Текущий состав был избран 13 сентября 2020 года, количество депутатов — 30 человек.

## История
Ивановская городская Дума ведёт историю с 18 июня 1872 года, когда состоялось её первое заседание в городе Иваново-Вознесенск. Тогда органы местного самоуправления избирались по территории с населением около 15,000 человек, но избирательные права были ограничены имущественным цензом — депутатами становились только обладатели недвижимости и налогоплательщики. В первой Думе было 40 депутатов («гласных»), выбираемых на 4 года. Дума избирала городского голову и членов городской управы, отвечавших за вопросы инфраструктуры, образования, здравоохранения, общественной и торговой жизни города.
После 1917 года функции думы были разделены между городским Советом рабочих и солдатских депутатов и городской Думой. В сентябре 1917 года прошли последние дореволюционные выборы, после чего Дума была упразднена советской властью в мае 1918 года.
В современной истории первое избрание городской Думы в её нынешнем виде состоялось в марте 1994 года — был сформирован представительный орган новой формации из 13 депутатов. В 1996 году утверждён Устав города, в 2005 и 2011 годах внесены важные изменения: численность Думы увеличилась сначала до 26, а позже до 30 депутатов (20 — по одномандатным округам, 10 — по партийным спискам), расширились права и полномочия представительного органа.

## Полномочия
К ключевым полномочиям Ивановской городской Думы относятся:
- принятие и изменение Устава города Иванова;
- утверждение бюджета города, контроль за его исполнением, внесение изменений и дополнительных параметров;
- утверждение муниципальных программ экономического и социального развития;
- муниципальный контроль, принятие общеобязательных правил по вопросам ведения города (землепользование, благоустройство, градостроительство и др.);
- управление и распоряжение муниципальным имуществом;
- назначение и снятие с должности председателя и членов Контрольно-счётной палаты Иванова;
- принятие решений о проведении муниципальных выборов, формирование избирательной комиссии города;
- присвоение почётных званий, утверждение символики города;
- утверждение схемы избирательных округов и контроль за её изменениями.

## Текущий созыв
В VII созыве Ивановской городской Думы — 30 депутатов: 20 избраны по одномандатным округам и 10 по партийным спискам. Каждый возглавляет тот или иной комитет или входит в состав постоянных комиссий.
Результаты выборов в Ивановскую городскую Думу 2020 года (седьмой созыв), проведенных в единый день голосования 13 сентября 2020 года, таковы:
- Явка избирателей в самом городе Иванове была невысокой — около 16%.[8]
- По партийным спискам в Ивановской городской Думе доминировала партия «Единая Россия», которая набрала около 47% голосов и получила 6 мандатов по единому округу.
- Все депутаты, избранные по одномандатным округам (20 округов), также представляли партию «Единая Россия», что обеспечило ей подавляющее большинство в Думе.
- Другие партии, получившие по одному мандату, включают ЛДПР, КПРФ, «Справедливую Россию» и «Партию пенсионеров» по 1 мандату каждая. [8][9]

Следующий выборы пройдут 14 сентября 2025 года. 